# Bruchus signaticornis
Bruchus signaticornis es una especie de escarabajo del género Bruchus, familia Chrysomelidae. Fue descrita científicamente por Gyllenhal en 1833.
Habita en Países Bajos, Francia, España, Italia, Austria, Bulgaria, Alemania e Irán.